# Bošáca
Bošáca (maďarsky Bosác) je obec v západním Slovensku v okrese Nové Mesto nad Váhom. Žije zde přibližně 1 300 obyvatel.
Bošáce je charakteristická  místními kroji a destilátem páleným ze švestek, které rostou v sadech okolo Bošáci.

## Poloha
Obec leží na úpatí Bílých Karpat asi 9 km severozápadně od Nového Města nad Váhom. Asi 8 km od obce se nachází státní hranice s Českou republiku. Spolu se sousedním Zemianským Podhradím tvoří souvislou zástavbu.

## Historie
První písemná zmínka o obci je z roku 1380, kdy obec byla uvedena pod názvem „Bosach“. V roce 1506 byla obec uvedena pod názvem „Bosacz“ a v roce 1773 pod názvem „Bosacza“.
Obec bývala poddanskou vesnicí patřící ke hradu Beckov. 

## Památky
- Nejvýznamnější pamětihodností je římskokatolický barokní Kostel Nanebevzetí Panny Marie postavený roku 1733. V roce 1789 prodělal klasicistickou úpravu a je nejvýraznější dominantou obce. V kostele se nacházejí barokní sochy, jež sem byly přemístěny z poutního kláštera na Skalke. Jsou to plastiky svatého Ignáce z Loyoly, svatého Jana Nepomuckého a na oltáři svatý Jiří spolu se svatým Archandělem Michaelem.

- Uprostřed obce je v rekonstruovaném lidovém domě Muzeum Bošácké doliny, které vystavuje exponáty lidové kultury. Součástí muzea je malý skanzen s ukázkou původní lidové architektury a tradic. V sousedství muzea je pálenice. [3][4]

## Slavní rodáci
- Štefan Jurech – československý důstojník a slovenský generál, účastník příprav Slovenského národního povstání, oběť nacismu
- Juraj Krajčovič – slovenský důlní inženýr a učitel
- Štefan Kuna – slovenský důstojník a účastník SNP

## Partnerské obce
- Březová (okres Uherské Hradiště),  Česko
- Černovice (okres Pelhřimov), Česko
- Horní Ředice, Česko

## Galerie

Bošáca
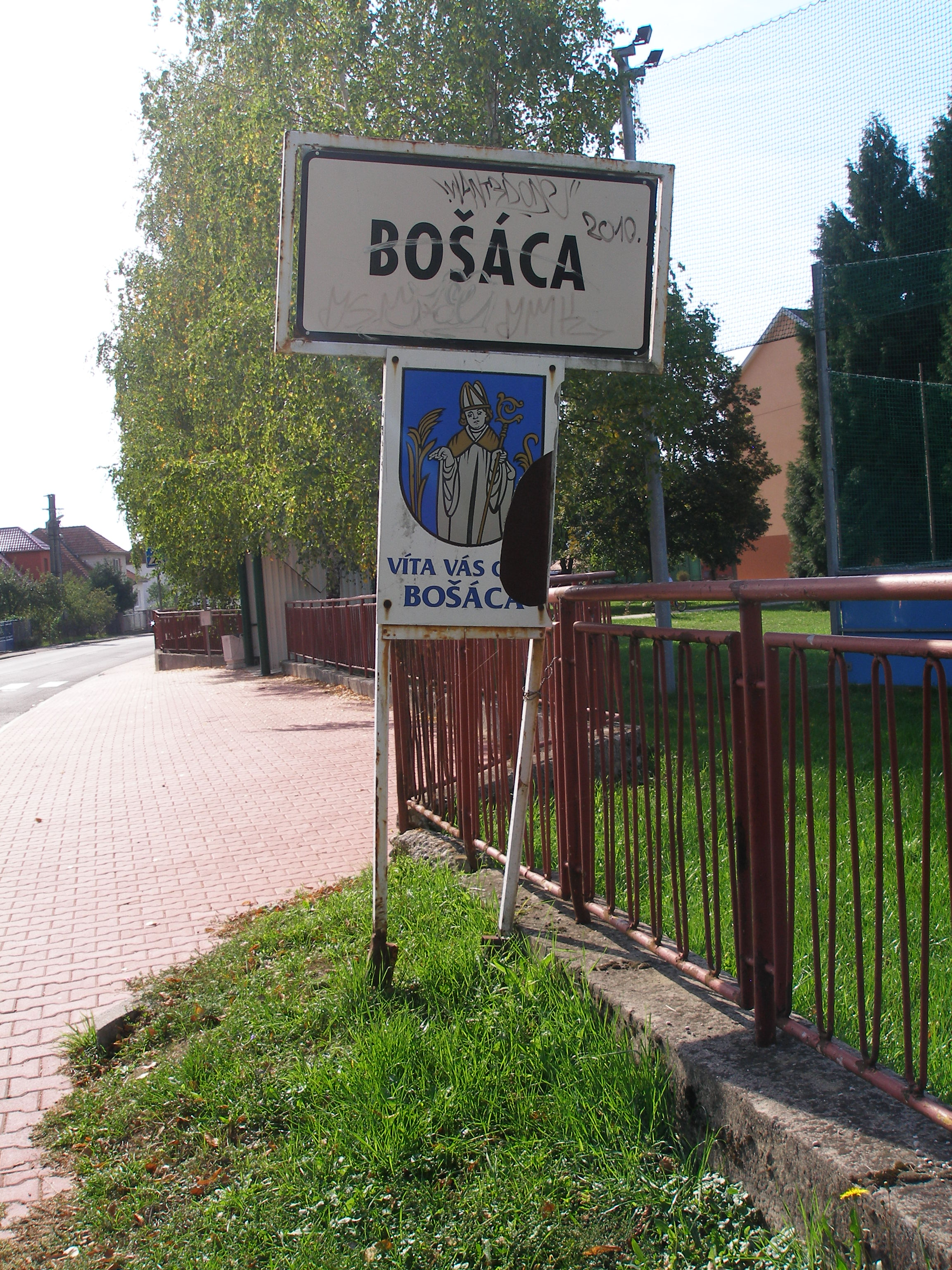
Začátek obce
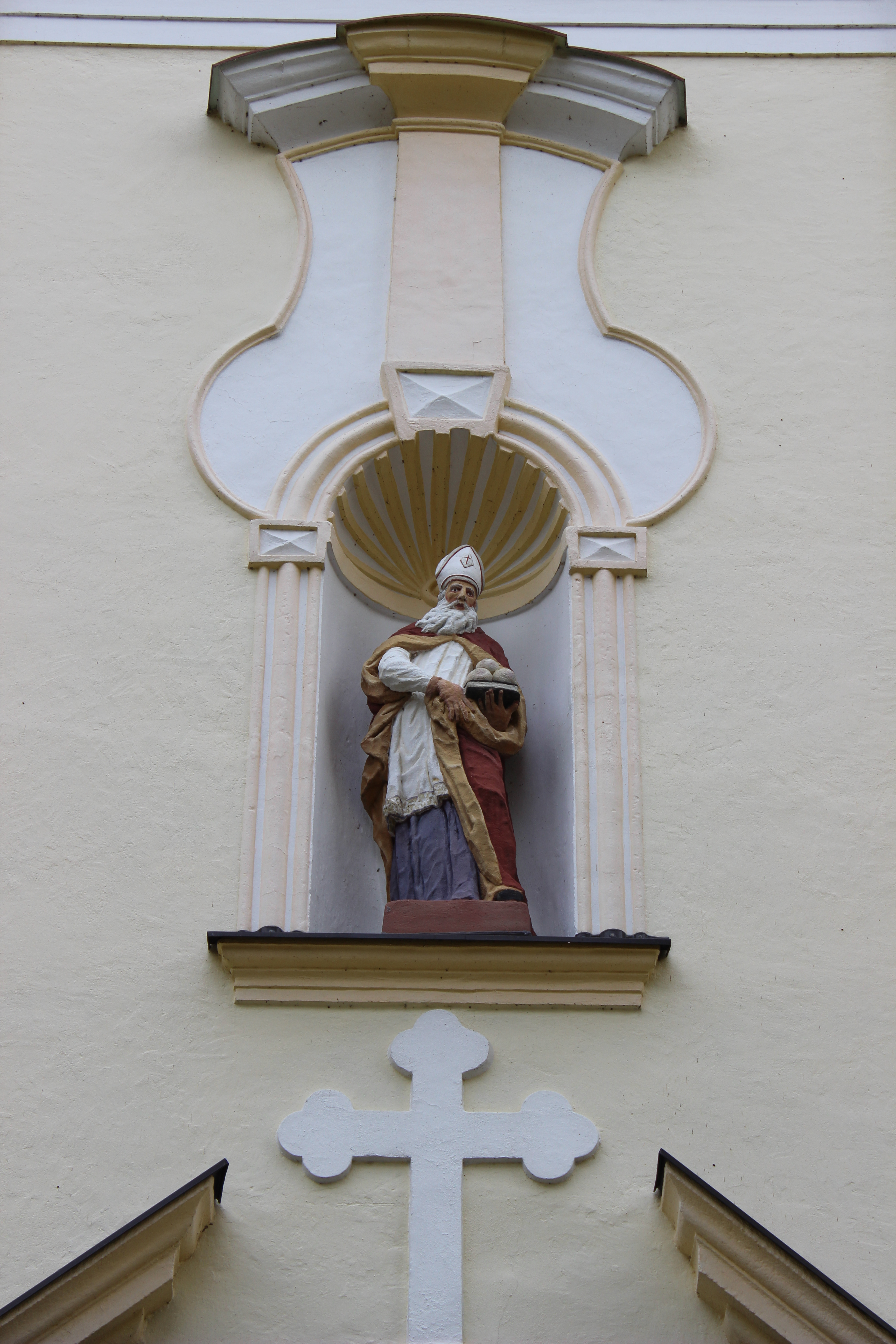
Detail sochy nad vchodem kostela
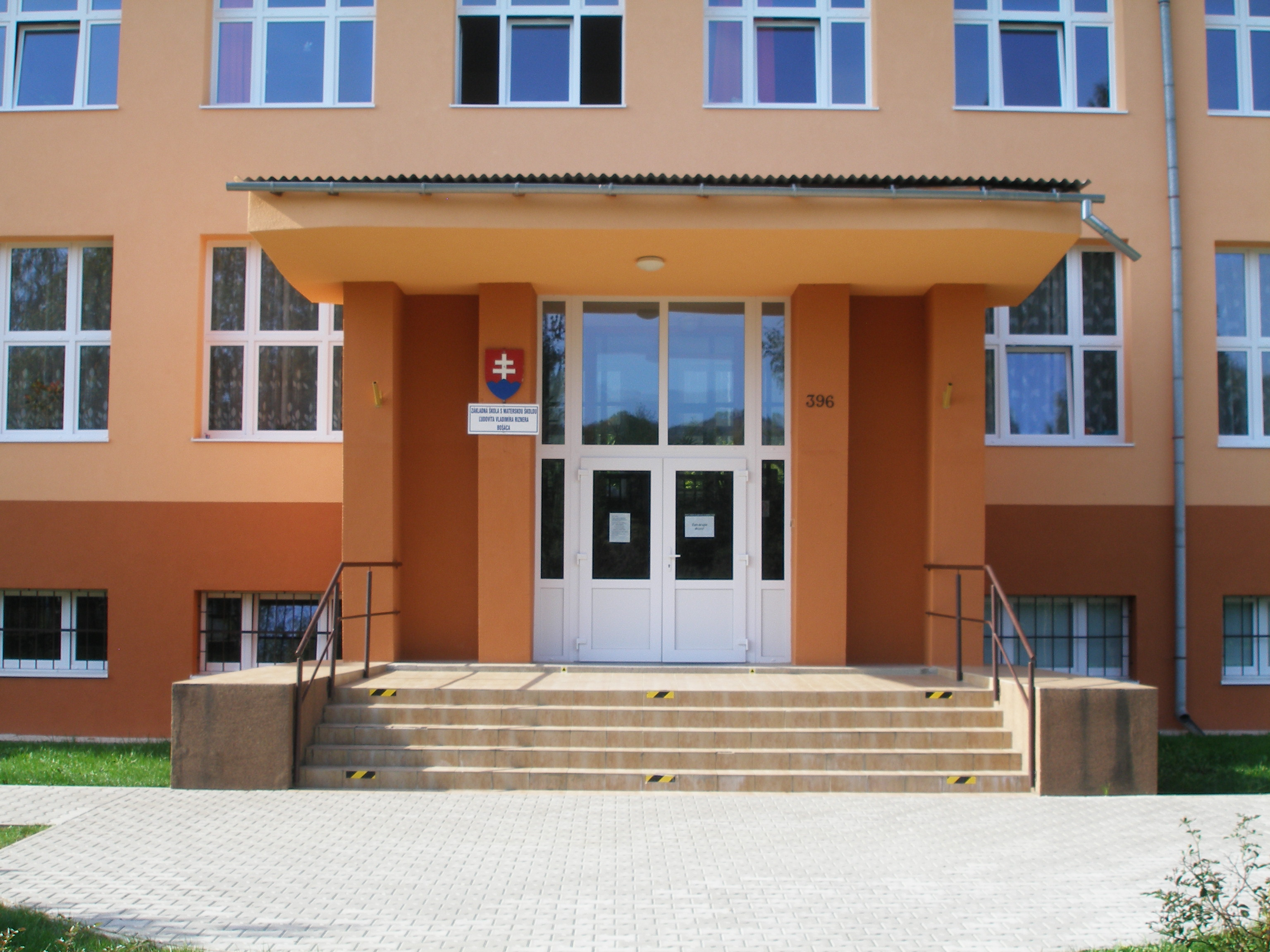
Škola
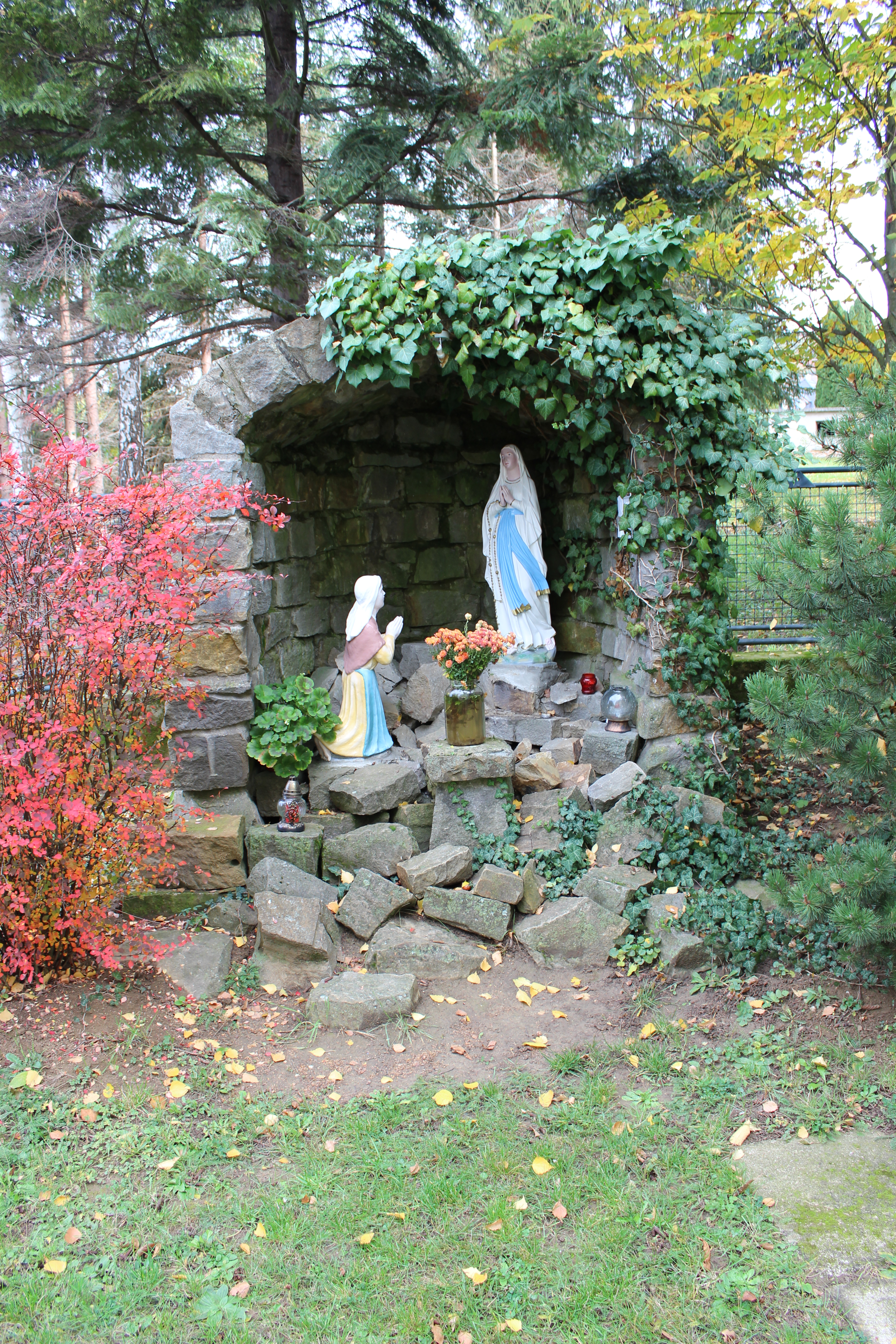
Jeskyně u kostela
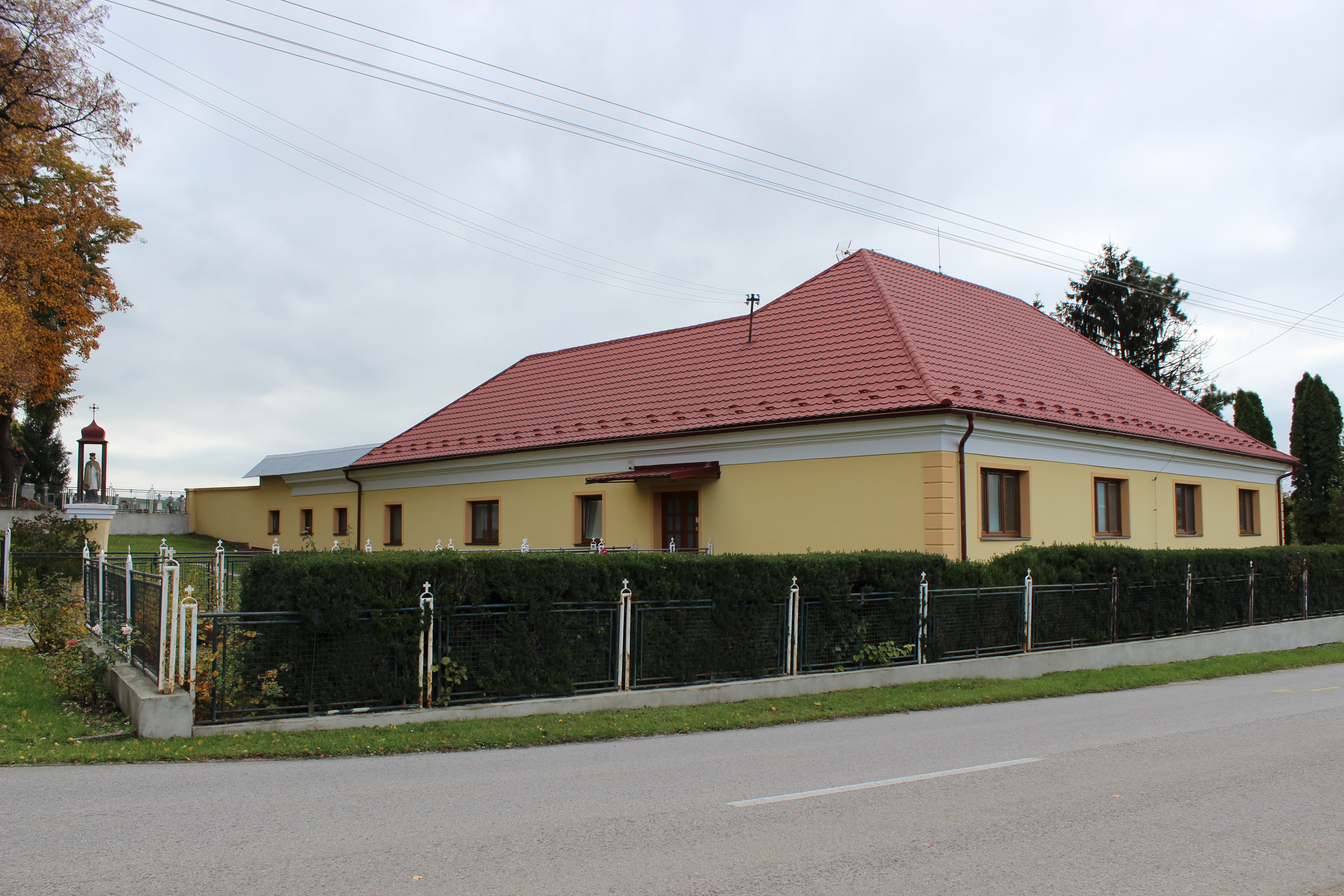
Fara
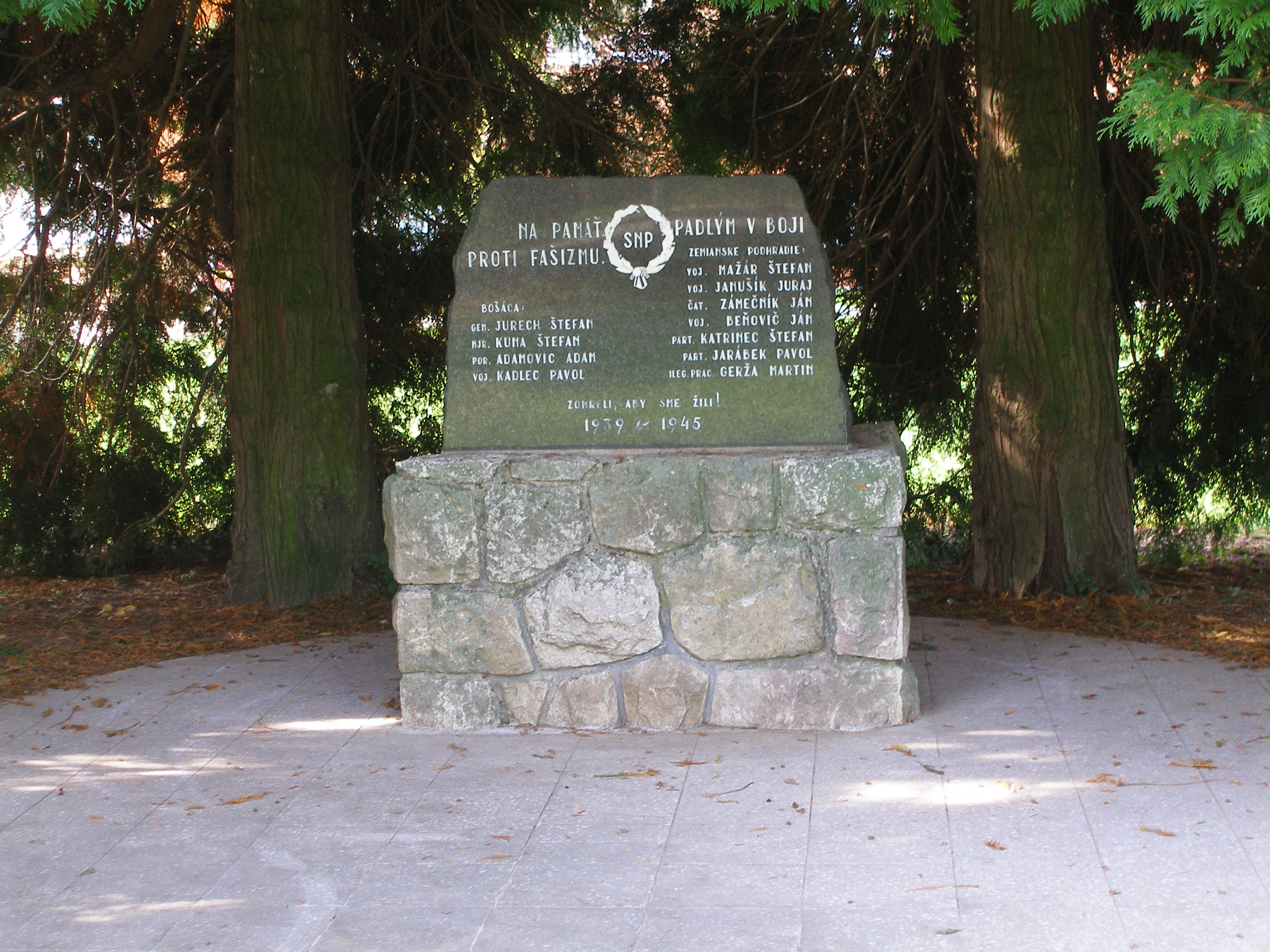
Pomník padlým
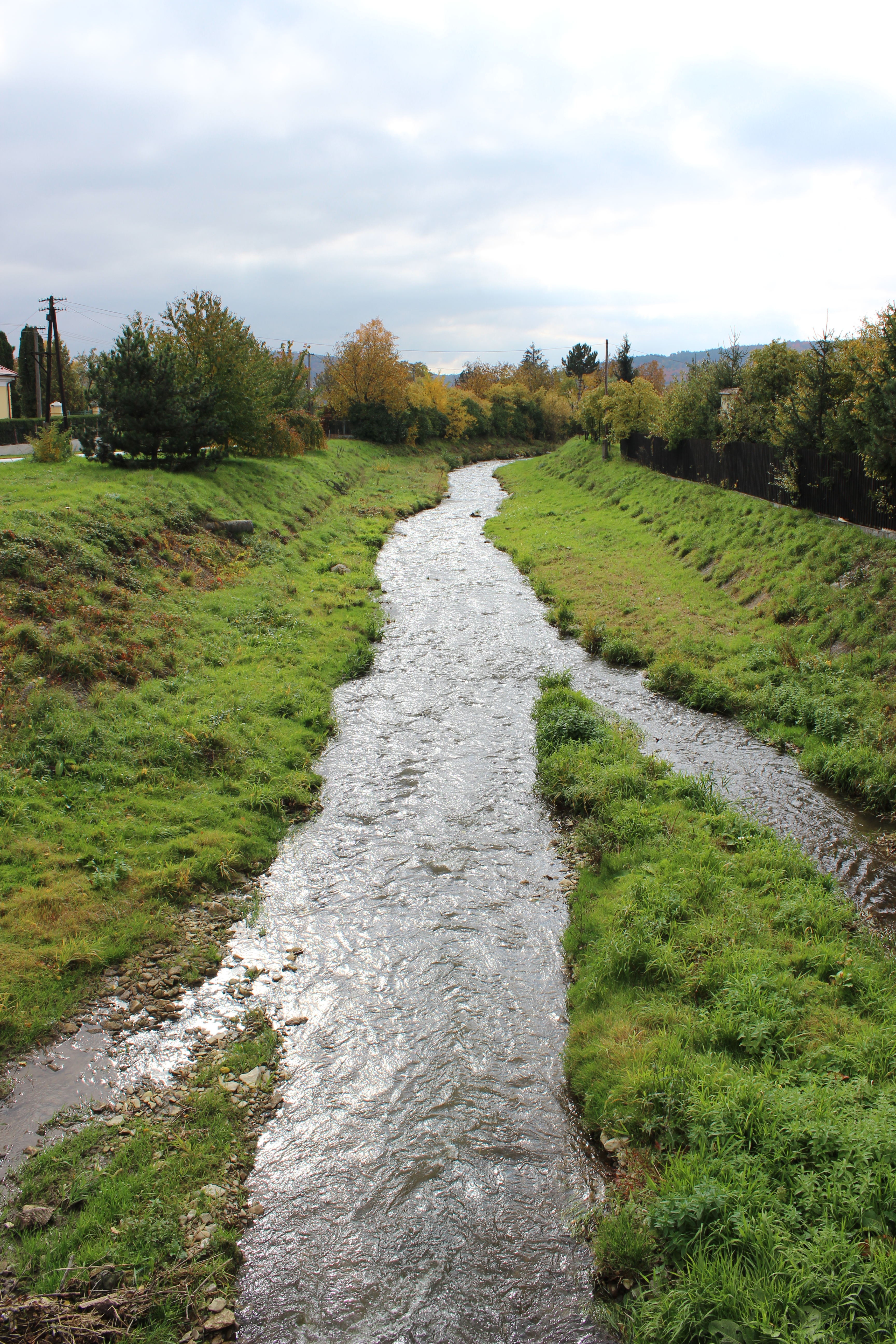
Potok Bošáček
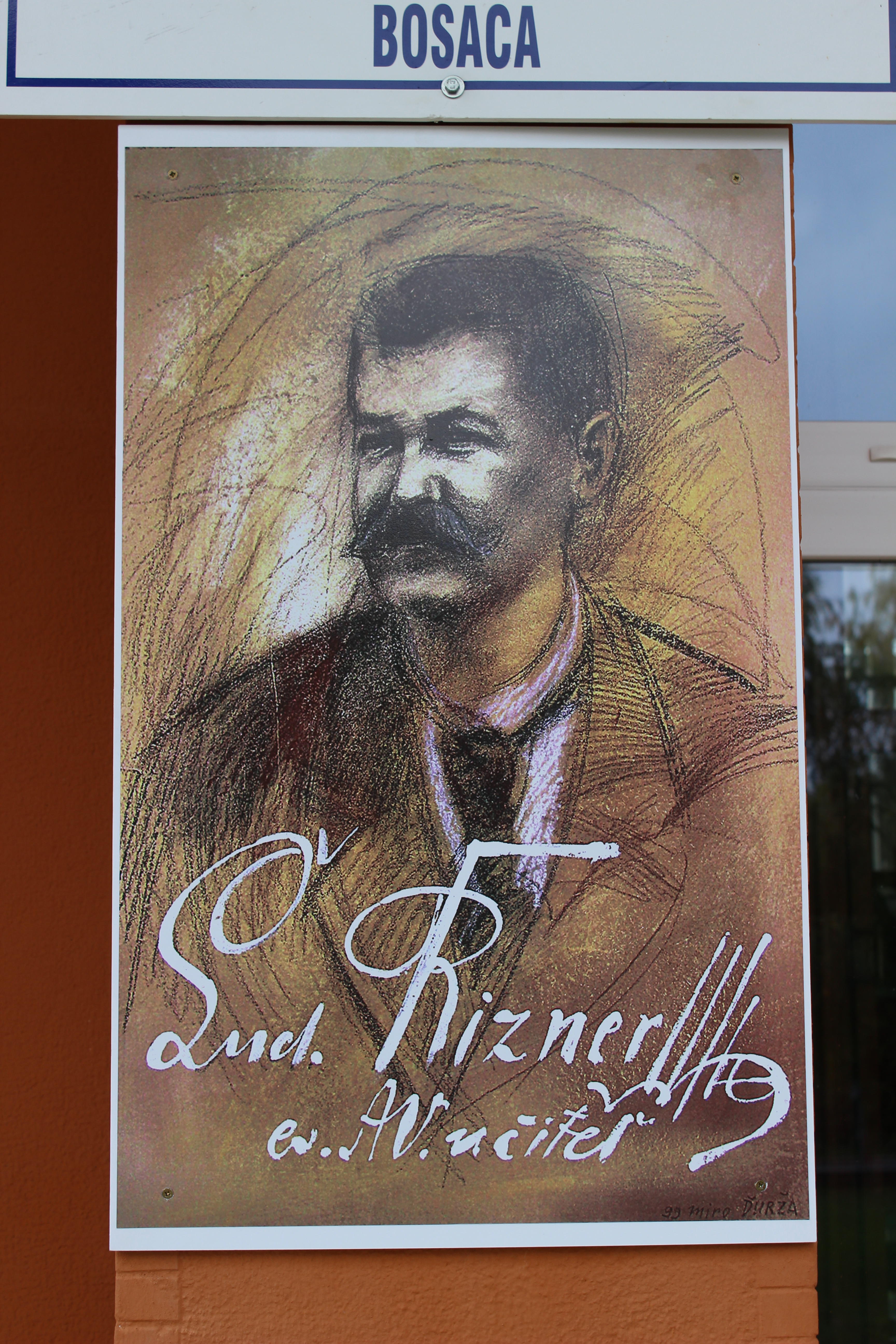
Pamětní deska Ľudovíta Vladimíra Riznera